# Пам'ятники Луганська
У сучасному Луганську чимало пам'ятників, пам'ятних знаків, різноманітних скульптур.

## Історія
Луганськ — найсхідніший з українських обласних центрів, центр промислового регіону, один із осередків (разом з Донецьком) Українського Донбасу, який відзначається значним російським і маргінальним населенням — це багато в чому визначає усталений підхід міської влади до монументальної скульптури міста.
За СРСР у місті були встановлені лише пам'ятники радянським військовим і партійним діячам, зокрема декілька пам'ятників Леніну, героям Російської революції, а також увічнено у формі стел, меморіалів та інших пам'ятників подвиг народу у ВВВ, встановлені були і декілька погрудь діячам російської культури.
У незалежній Україні Луганськ став ареною значної внутрішньоукраїнської боротьби напрямків розвитку країни, це проявилося в тому числі і в сфері міського монументального мистецтва, хоча і в меншій мірі, ніж у сусідньому Донецьку. Цілеспрямованим сподвижництвом можна назвати зусилля місцевих проукраїнських сил та інтелігенції від середини 1990-х років справу спорудження й відкриття пам'ятника великому українському поетові та мислителю Тарасові Шевченку авторства відомого українського скульптора луганчанина Івана Чумака (1926—2004) — пам'ятник відкрили 22 травня 1998 року в незавершеному вигляді (замість великого гранітного п'єдесталу скульптура встановлена на низенькому мармуровому блоці, і навіть за 10 років ситуація, попри обіцянки владоможців, не змінилась), а з автором так ніколи і не розрахувались за здійснену роботу.
Ще показовішими є «ідеї» місцевої влади, що зринають час від часу як реакція то на знесення пам'ятників радянської доби, то на встановлення в інших містах держави нових монументів українським діячам, діяльність яких трактувалася в СРСР (і нині трактується в Росії) як антиросійська, зі спорудження пам'ятників для увічнення «власних героїв» або на противагу українському націоналізмові — то російській імператриці Катерині ІІ.
І все-таки у місті останніми роками з'явилось чимало нових, незаангажованих політично, пам'ятників — історію міста увічнюють бюсти шотландського промисловця Карла Гаскойна, що став одним із засновників міста (1995), та першого луганського міського голови Миколи Холодиліна (1996), трудові звершення городян уславлюють скульптури Ливарника (2008) і Пожежників.
За Президента України Віктора Ющенка в Луганську встановили пам'ятники на увічнення трагічних подій національної історії XX століття — меморіал воїнів-«афганців» (2006) і пам'ятний знак Жертвам Голодомору (2008). Майже відразу зі зміною влади в країні й курсу внутрішньої та зовнішньої політики на початку 2010 року в Луганську напередодні 65-ї річниці Дня Перемоги був встановлений контраверсійний пам'ятник жертвам ОУН-УПА.
До 90-ліття найстарішого в місті вишу — Східноукраїнського національного університету імені Володимира Даля (27 березня 2010 року) в місті планувалося спорудити пам'ятник славним землякам Володимиру Далю (уже другий в місті) та Борису Грінченку, який мав постати перед центральним аудиторним корпусом університету, однак в процесі підготовки до цього, первинна ідея зазнала змін, відтак, офіційні святкування ювілею вишу й відкриття пам'ятника Володимиру Далю (лише йому) були перенесені на травень, і 20 травня 2010 року в ході відвідання Луганська Президентом України Віктором Януковичем пам'ятник Далю було урочисто відкрито.

## Пам'ятники
| Назва | Рік встановлення                                      | Розташування | Фото | Короткі відомості |
| автору «Слова про Ігорів похід»                                                                                                 |                                                       | Біля бібліотеки ім. М.Горького                                                                                              |      | |
| Борцям Революції, меморіал | 1936                                                  | на площі Борців революції                                                                                                   |      | Меморіал Борцям Революції був споруджений у 1936 році. Автори — скульптори А. А. Артюшенко, В. І. Ткаченко, А. Ф. Лакатош, Л. П. Трегубова, архітектор А. С. Шеремет. |
| Воїнам-«афганцям» | 2006                                                  | в сквері Пам'яті |      | Пам'ятник Воїнам-«афганцям» було відкрито напередодні 17-ї річниці виведення радянських військ з Афганістану 10 лютого 2006 року. |
| Воїнам Радянської Армії, які загинули 1943 року в боях за визволення Луганська                                                  |                                                       | на Гострій могилі |      | Пам'ятник на честь воїнів Радянської Армії, які загинули 1943 року в боях за визволення Луганська від німецько-фашистських загарбників було споруджено 1945 року. Автор — скульптор В. Мухін. |
| Ворошилову Клименту | 1981                                                  | на вулиці Коцюбинського |      | Відкритий до 100-річного ювілею 4 лютого 1981 року. Скульптор Посядо, архітектор Душкін. Вишина 12 м, триметровий гранітний підмурок. |
| Гаскойна Карла, бюст | 1995                                                  | перед будівлею Обласного краєзнавчого музею (вул. Шевченка, 2)                                                              |      | Погруддя шотландського промисловця Карла Гаскойна, що став одним із засновників міста, було встановлено 1995 року. Автор архітектурної прив'язки — відомий луганський архітектор Г. Головченко. |
| Гастелло М. Ф., бюст | 1981                                                  | у військовому містечку, Гостра могила                                                                                       |      | Пам'ятник Героєві Радянського Союзу (посмертно) Гастелло Н. Ф був встановлений 8 травня 1981 року. |
| Героям оборони 1919 року, обеліск                                                                                               |                                                       | на Гострій могилі |      | |
| Героям-ліквідаторам наслідків аварії на ЧАЕС від Луганської області                                                             | 2006                                                  | |      | Пам'ятник-меморіал Героям-ліквідаторам наслідків аварії на ЧАЕС від Луганської області та символічну «Книгу Пам'яті» було відкрито в 20-ті роковини Чорнобильської трагедії 2006 року. У «Книзі» — напис: «Той, хто відзначений печаткою Безсмертя — не підлягає забуттю!» «Чорнобиль 1986 — Луганськ 2006». |
| Далю Володимиру | 1980 (поч. 1980-х рр.)                                | на майданчику перед будівлею Луганської обласної фізіотерапевтичної полікліники ім. професора О. Є. Щербака (вул. Даля, 7). |      | Пам'ятник видатному російському лексикографу, етнографу та письменнику, творцеві «Тлумачного словника живої великоросійської мови» В. І. Далю був створений у 1972 році, а споруджений 1980 року (за іншими даними — на початку 1980-х років). Автори — українські скульптори І. П. Овчаренко та В. Ю. Орлов, архітектор — Г. Головченко. |
| Далю Володимиру | 2010                                                  | перед головним корпусом Східноукраїнського національного університету імені Володимира Даля                                 |      | Пам'ятник був відкритий 20 травня 2010 року в ході відвідання Луганська Президентом України Віктором Януковичем. |
| Дзержинському Феліксу | 1967                                                  | на вулиці Оборонній |      | Пам'ятник відомому радянському державному діячеві являє собою скульптуру вмсотою 3,4 м, встановлену на залізобетонному постаменті, на якому міститься гранітна дошка з написом Ф. Э. Дзержинский. Відкритий 18 листопада 1967 року. |
| Жертвам аварій на ЧАЕС / «Чорнобильська лелека», пам'ятний знак                                                                 | 2001                                                  | навпроти ЗОШ № 20 на Червоній площі                                                                                         |      | Пам'ятний знак «Чорнобильська лелека» на вшанування загиблих під час ліквідації наслідків Чорнобильської катастрофи було відкрито 25 квітня 2001 року до 15-х роковин трагедії. Автори пам'ятника — скульптор, заслужений художник України Є. Чумак, Н. А. Монастирська. |
| Жертвам Голодомору, пам'ятний знак                                                                                              | 2008                                                  | Сквер Пам'яті (колишній Гусинівський цвинтар)                                                                               |      | Відкрито в листопаді 2008 року. |
| Жертвам ОУН-УПА, пам'ятний знак                                                                                                 | 2010                                                  | на площі Героїв ВВВ |      | Відкрито в 8 травня 2010 року у переддень 65-ї річниці Дня Перемоги року. На пам'ятнику викарбувані 18 прізвищ (21 особа) луганців (зокрема і Раїси Борзило), які «загинули з 1943 по 1956 роки від рук націоналістів у Західній Україні». |
| Загиблим працівникам міліції Луганщини, пам'ятний знак                                                                          | 1965                                                  | |      | Пам'ятний знак загиблим працівникам міліції Луганщини було встановлено в 20-ту річницю Дня Перемоги 1965 року. На стелі — напис (російською): «Працівникам міліції Луганщини, які загибли в роки Великої Вітчизняної війни та в мирний час» «Вони билися не задля слави, а заради життя на Землі» «9 травня 1965 р.» |
| Звенейку Г. |                                                       | на вулиці Звенейка |      | |
| Леніну Володимиру | Близько 1967 року (до 50-річчя Жовтневого перевороту) | на майдані Героїв ВВВ |      | Скульптори М. Г. Манізер і О. М. Манізер, архітектор І. Е. Рожин. |
| Леніну Володимиру | 1932                                                  | на площі Революції |      | |
| Леніну Володимиру, бюст |                                                       | на території хлібозаводу № 2                                                                                                |      | |
| Ливарнику | 2008                                                  | біля Луганської міськради (вул. Коцюбинського)                                                                              |      | Скульптуру ливарника було зроблено ще 1995 року й тоді ж встановлено — на території режимного підприємства — заводу імені Леніна. До дня міста 20 вересня 2008 року Луганська міськрада ухвалила рішення перевести пам'ятник у комунальну власність і перенести його на широко доступне для огляду місце в центрі міста. Автор — місцевий скульптор Микола Можаєв. |
| Пам'ятник Луспекаєву Павлу | 21 червня 2011                                        | Біля будівлі Луганської обласної митниці (вул. Оборонна, 34а)                                                               |      | Пам'ятник актору Луспекаєву Павлу, який народився у Луганську, в образі митника Верещагіна з фільму «Біле сонце пустелі». Пам'ятний знак має назву «За Державу». Руль символізує собою державу, стиснутий кулак героя говорить про те, що контрабандисти, які посягають на безпеку держави, не мають жодного шансу. Скриня, бочка і спадаюча тканина зображають багатство Держави. А трохи повернутий силует і широко розставлені ноги героя символізують собою охоронця, який стоїть на захисті державних інтересів. Пам'ятник виконаний з бетону з подальшим обтягуванням кованою міддю. Величина конструкції близько 3 метрів. Скульптор: Віктор Закалюкін |
| Матусовському Михайлові | 2007                                                  | перед будівлею Луганського державного інституту культури і мистецтв (Червона площа, 7)                                      |      | Пам'ятник російському поетові, перекладачу творів Т. Шевченка та інших українських поетів, уродженцю Луганська М. Л. Матусовському було урочисто відкрито 15 вересня 2007 року. Автори — скульптор, заслужений скульптор України Євген Чумак, архітектор Вячеслав Женеску. |
| Молодчого Олександра, бюст | 1948                                                  | у сквері на Червоній площі                                                                                                  |      | Погруддя військового діяча часів Великої Вітчизняної війни двічі Героя СРСР О. Г. Молодчого було встановлене 8 жовтня 1948 року. |
| «Музи» / «Свято муз», скульптурна композиція                                                                                    | 2004                                                  | перед Будинком техніки (зараз — Луганський державний інститут культури і мистецтв, Червона площа, 7)                        |      | Скульптурна композиція «Свято муз» була встановлена 2004 року. Її автор — старший викладач кафедри «Образотворче мситецтво» Луганського державного інституту культури і мистецтв Андрій Вікторович Боровий. |
| Офіцерів Радянської Армії, братська могила                                                                                      | 1944                                                  | у сквері на площі Революції                                                                                                 |      | |
| Пархоменка Олександра, бюст і могила                                                                                            | 1957                                                  | у сквері на площі Революції                                                                                                 |      | Погруддя військового та партійного діяча часів Громадянської війни в колишній Царській Росії було встановлено 1957 року на місці його захоронення (могили). Автори — скульптор М. Можаєв та архітектор В. Шарапенко. |
| Пожежникам |                                                       | на вул. Челюскінців |      | |
| Пушкіна Олександра, бюст | 1959                                                  | на Пушкінській алеї ПКіВ ім. 1 травня на вулиці К. Лібкнехта                                                                |      | Пам'ятник — бетонне погруддя на невеликому гранітному постаменті поетові-класику російської літератури О. С. Пушкіну було встановлено 1959 року. Автори пам'ятника — скульптор А. А. Редькін та архітектор А. Долгополов. |
| Радянським воїнам-танкістам |                                                       | на Гострій могилі |      | Пам'ятник радянським воїнам-танкістам являє собою встановлений на постаменті танк Т-34. |
| Снєжиній Тетяні | 2010                                                  | у сквері імені «Молодої гвардії»                                                                                            |      | Пам'ятник поетесі-уродженці міста Тетяні Снєжиній, яка відома широкому загалу тим, що стала авторкою слів хіта Алли Пугачової «Позови меня с собой» (у 1995-му 23-річна поетеса загинула в автокатастрофі), був встановлений і урочисто відкритий у рамках Дня міста-2010 11 вересня. Бронзовий монумент споруджений за кошти батьків поетеси та спонсорських пожертвувань. Автор пам'ятника — Народний художник України Євген Чумак. |
| студентам і викладачам Східноукраїнського університету, загиблим в роки Другої світової війни, меморіал                         |                                                       | перед корпусом № 2 Східноукраїнського національного університету імені Володимира Даля                                      |      | |
| «Тим, хто кував Перемогу» |                                                       | |      | |
| Трудівнику Луганщини | 1967                                                  | на вулиці Радянській |      | Пам'ятник Трудівнику Луганщини встановлено 1967 року на честь працівників Луганщини в канун 50-ліття Жовневого перевороту (1917). Влітку 2009 року відбулося відкриття відреставрованого пам'ятника «Трудівнику Луганщини» — було укріплено та облицьовано гранітом постамент, саму́ стелу покрито міддю, біля монументу встановлено спеціальні ліхтарі, які підсвічуватимуть його в темну пору. На ці роботи влада обласного центру виділила близько 400 тисяч гривень. |
| бюст Миколи Холодиліна | 1996                                                  | на вулиці Пушкіна |      | Погруддя першого міського голови Луганська М. П. Холодиліна з'явилось 1996 року. Автор архітектурної прив'язки — відомий луганський архітектор Г. Головченко. |
| Тарасу Шевченкові | 1998                                                  | у сквері Героїв Великої Вітчизняної війни                                                                                   |      | Пам'ятник великому українському поетові та мислителю Т. Г. Шевченку було відкрито 22 травня 1998 року. Автор — відомий український скульптор І. М. Чумак (1926–2004). |
| І. М. Яковенка, пам'ятник на могилі                                                                                             | 1944                                                  | у сквері на площі Революції                                                                                                 |      | |
| Дінським козакам |                                                       | Пам'ятник дінським козакам біля зруйнованого комуністами Казанського собору (вул. К. Маркса)                                |      | |
| на честь бойових звитягів робітників міліції Луганщини в роки Громадянської (1918—1922) та Великої Вітчизняної (1941—1945) війн |                                                       | Червона площа |      | |
| фортечна гармата «єдиноріг» | 1900, 1978                                            | Луганський краєзнавчий музей                                                                                                |      | Відлита в 1814 р. на Луганському ливарному заводі. Після революції до 1978 стояла в приміщенні музею з дерев'яним лафетом. |
| пам'ятник загиблим у війну залізничникам                                                                                        | 1975, замінений у 1978                                | вул. Даля |      | скульптори І. П. Овчаренко, В. Ю. Орлов |
| шахтёрам-гидромониторщикам | 1961                                                  | вул. Оборонна |      | скульпторы В. І. Мухін, Н. Н. Щербаков, Н. В. Можаєв, П. І. Кізієв, А. А. Редькин |
| Письменник Антон Чехов |                                                       | вул. Оборонна, район автовокзалу                                                                                            |      | Встановлений за ініціативи Юрія Єненка. |

## Виноски
1. ↑  Муки i радощі Івана Чумака на www.kobzar.info. Архів оригіналу за 17 лютого 2009. Процитовано 30 грудня 2009.
2. ↑  Луганський губернатор зупинив будівництво пам'ятника імператриці [Архівовано 5 січня 2010 у Wayback Machine.] // повідомл. за 30 вересня 2009 року на www.pravda.com.ua
3. ↑  У Луганську з'явиться пам'ятник Володимиру Далю і Борису Грінченку на www.inforotor.ru[недоступне посилання з квітня 2019] (рос.)
4. ↑  90 років служіння науки Далівського університету [Архівовано 14 жовтня 2013 у Wayback Machine.] // новина за 29 березня 2010 року на Офіційна вебсторінка  Східноукраїнського національного університету імені Володимира Даля [Архівовано 11 травня 2010 у Wayback Machine.]
5. ↑  Віктор Янукович відкрив пам'ятник Володимиру Далю в Луганську [Архівовано 24 травня 2010 у Wayback Machine.] // новина за 20 травня 2010 року на www.cxid.info [Архівовано 26 травня 2010 у Wayback Machine.]
6. ↑  Нина Карпачова участвовала в церемонии открытия в Луганске памятника погибшим воинам-афганцам[недоступне посилання] // інф. за 14 лютого 2006 року Укрінформ
7. 1 2 3  Георгій Геннадійович Головченко [Архівовано 4 березня 2016 у Wayback Machine.] на Вебсторінка Луганської обласної універсальної наукової бібліотеки ім. О. М. Горького [Архівовано 11 червня 2010 у Wayback Machine.]
8. ↑  Володимир Даль. Перехрестя пам'яті і доль на www.life.of.lugansk.ua («Життя Луганська») [Архівовано 8 серпня 2007 у Wayback Machine.] (рос.)
9. ↑  Памятник Дзержинскому Ф. Э.[недоступне посилання з квітня 2019]
10. ↑  стаття Luhansk-invites [Архівовано 2 лютого 2011 у Wayback Machine.] на ресурс «Вікі-Освіта» [Архівовано 16 травня 2010 у Wayback Machine.]
11. ↑  У Луганську встановили пам'ятник жертвам голодомору й запалили свічку на www.orthodoxy.org.ua [Архівовано 5 травня 2010 у Wayback Machine.] (рос.)
12. ↑  Бублик Михайло (Луганська область) «Регіональна» перемога над українством. У Луганську поряд із меморіалом загиблим воїнам ВВВ звели «пам'ятник жертвам ОУН-УПА» [Архівовано 19 жовтня 2013 у Wayback Machine.] // «Україна Молода» № 084 за 12 травня 2010 року
13. ↑  У Луганську відкриють пам'ятник жертвам ОУН-УПА. Архів оригіналу за 29 листопада 2014. Процитовано 25 лютого 2011.
14. ↑  http://patriotblog.org.ua/2010/06/20/zvichajno-mizhnarodna-presa-gnivno-vidreaguvala-na-vilov-kitiv-u-porushennya-vsix/%5Bнедоступне+посилання+з+червня+2019%5D
15. ↑  Під гарматний залп у Луганську відкрито пам'ятник Ливарю [Архівовано 10 квітня 2013 у Wayback Machine.] на Сайт Луганської міськради і Луганського міського Голови [Архівовано 20 квітня 2009 у Wayback Machine.]
16. ↑  Открытие памятника честному таможеннику [Архівовано 4 березня 2016 у Wayback Machine.](рос.)
17. ↑  В Луганске открыли памятник самому честному таможеннику [Архівовано 14 жовтня 2013 у Wayback Machine.](рос.)
18. ↑  У Луганську відкрили пам'ятник митникові Верещагіну (фото). Архів оригіналу за 24 червня 2011. Процитовано 24 червня 2011.
19. ↑  Відкриття пам'ятника на Луганщині, що уособлює справжнього митника[недоступне посилання з липня 2019]
20. ↑  Інфорамція про пам'ятник на www.pomnite-nas.ru. Архів оригіналу за 23 липня 2013. Процитовано 1 січня 2010.
21. ↑  Носова Христина Будинок техніки, що на площі Червоній [Архівовано 24 вересня 2015 у Wayback Machine.] // «Луганська Правда» (рос.)
22. ↑  Корнулова Г. О. Ворошиловград // Українська радянська енциклопедія : у 12 т. / гол. ред. М. П. Бажан ; редкол.: О. К. Антонов та ін. — 2-ге вид. — К. : Головна редакція УРЕ, 1978. — Т. 2 : Боронування — Гергелі. — 542, [2] с., [30] арк. іл. : іл., портр., карти + 1 арк с., стор. 394
23. ↑  Анотований каталог пам'ятників О. С. Пушкіну в світі [Архівовано 2012-07-25 у Wayback Machine.] на Фундаментальна електронна бібліотека «Російська література і фольклор» [Архівовано 30 квітня 2011 у Wayback Machine.] (рос.)
24. ↑  Бублик Михайло Бронзова Тетяна. У Луганську планують установити пам'ятник поетесі, яка писала хіти для зірок російської естради [Архівовано 19 жовтня 2013 у Wayback Machine.] // «Україна Молода» № 141 за 3 серпня 2010 року
25. ↑  У Луганську відкрили пам'ятник поетесі Тетяня Снєжиній [Архівовано 16 жовтня 2013 у Wayback Machine.] на Інформаційне агентство «Паралель-Медія» (Новини Луганська та України) [Архівовано 27 серпня 2010 у Wayback Machine.]
26. ↑  Лісний Вадим Відреставровано 42-річний пам'ятник «Трудівнику Луганщини»[недоступне посилання] // повідомл. за 30 червня 2009 року Укрінформ